# Radio City Revels
Pour plus de détails, voir Fiche technique et Distribution.
Radio City Revels est un film américain réalisé par Benjamin Stoloff, sorti en 1938.

## Fiche technique[1]
- Titre : Radio City Revels
- Réalisation : Benjamin Stoloff
- Scénario : Matt Brooks, Eddie Davis, Anthony Veiller et Mortimer Offner (en)
- Direction artistique : Van Nest Polglase
- Photographie : J. Roy Hunt et Jack MacKenzie
- Montage : Arthur Roberts
- Société de production : RKO Pictures
- Pays de production : États-Unis
- Format : Noir et blanc - 1,37:1
- Genre : comédie musicale
- Durée : 90 minutes
- Date de sortie[2] : 
  - États-Unis : 11 février 1938

## Distribution
- Bob Burns : Lester Robin
- Jack Oakie : Harry Miller
- Kenny Baker : Kenny Baker
- Ann Miller : Billie Shaw
- Victor Moore : Paul Plummer
- Milton Berle : Teddy Jordan
- Helen Broderick : Gertie Shaw
- Jane Froman : Jane Froman
- Buster West (en) : Squenchy
- Melissa Mason : Lisa
- Richard Lane : Crane
- Marilyn Vernon : Delia Robin
- Charles Coleman : le majordome
- Don Wilson : lui-même